# Campeonato Mineiro de Futebol de 2022 - Segunda Divisão
O Campeonato Mineiro de Futebol de 2022 - Segunda Divisão foi a 38ª edição do campeonato estadual de Minas Gerais equivalente à terceira divisão. O torneio contou com a participação de 24 equipes, nove a mais do que a edição anterior, o campeão foi a equipe do North e foi  realizado entre os dias 6 de agosto e 12 de novembro de 2022.
Contou com a volta de times tradicionais do estado, como Juventus de Minas Novas, Mamoré, Nacional de Uberaba, Novo Esporte, Passos e Valeriodoce. Uberabinha, XV Uber, Minas Boca, Guarani de Divinópolis e Araguari estavam aptos para disputar esta edição, mas desistiram antes do conselho técnico. Manchester e SE Patrocinense, que disputaram a edição passada, também não disputarão a competição.
Em 2 de junho de 2022, a Federação informou que o Ideal havia desistido da competição. Como consequência, o clube de Ipatinga foi multado em 200 mil reais e expulso de competições organizadas pela FMF por dois anos.

## Regulamento
Diferente do ano anterior, as 24 equipes serão distribuídas em três grupos de oito times cada. Os clubes se enfrentam em turno único, e passam os quatro melhores de cada chave para o mata-mata. Os quatro times com melhor campanha na primeira fase folgam na primeira rodada do mata-mata. Assim, as oito equipes restantes jogarão partidas de ida e volta para definirem quem avança para as quartas de final.
Também ficou definido pelos clubes que para esta competição poderão ser atletas com idade até 23 anos e apenas cinco que estejam acima dessa faixa etária. Os times também votaram por dividir as taxas igualmente entre eles.

### Critérios de desempate
Caso haja empate de pontos entre dois clubes, os critérios de desempates serão aplicados na seguinte ordem:
1. Número de vitórias
2. Saldo de gols
3. Gols marcados
4. Confronto direto
5. Número de cartões vermelhos
6. Número de cartões amarelos
7. Sorteio público na sede da FMF

## Participantes
As seguintes 24 equipes participarão do campeonato:
| Equipe                                       | Cidade                | Em 2021        | Estádio                                                | Capacidade     | Títulos (Último)   |
| -------------------------------------------- | --------------------- | -------------- | ------------------------------------------------------ | -------------- | ------------------ |
| América Futebol Clube                        | Teófilo Otoni         | 4º             | Nassri Mattar                                          | 3.970          | 0 (não possui)     |
| Araxá Esporte Clube                          | Araxá                 | 7º             | Fausto Alvim                                           | 5.500          | 5 (último em 2011) |
| Atlético Clube Três Corações                 | Três Corações         | 12º            | Elias Arbex                                            | 2.500          | 2 (último em 1992) |
| Betis Futebol Clube                          | Ouro Branco           | 14º            | José Mapa Filho                                        | 0 (não possui) |                    |
| Boston City Futebol Clube Brasil             | Manhuaçu              | 8º             | Complexo Boston City                                   | Desconhecido   | 0 (não possui)     |
| Coimbra Sports B                             | Contagem              | Não Participou | Flávio Guimarães                                       | 1.000          | 0 (não possui)     |
| Contagem Esporte Clube                       | Contagem              | 9º             | José Mapa Filho (Ouro Branco) Arena Vera Cruz (Betim)  | 1.700 1.834    | 0 (não possui)     |
| Figueirense Esporte Clube                    | São João del-Rei      | 13º            | Paulo Campos Arena Unimed                              | 1.200 2.303    | 0 (não possui)     |
| Ideal Futebol Clube                          | Ipatinga              | Não Participou | Ipatingão                                              | 10.000         | 0 (não possui)     |
| Associação Desportiva Internacional de Minas | Itaúna                | 10º            | Complexo Esportivo Universidade de Itaúna              | Desconhecido   | 0 (não possui)     |
| Inter de São Gotardo                         | São Gotardo           | Estreante      | Olavo Bilac de Resende                                 | Desconhecido   | 0 (não possui)     |
| Itabirito Futebol Clube                      | Itabirito             | Estreante      | Coronel Afonso de Moura Castro Arena Vera Cruz (Betim) | 1.000 1.834    | 0 (não possui)     |
| Associação Atlética Juventus Minasnovense    | Minas Novas           | Não Participou | Doutor Pedro Anísio Maia                               | 8.000          | 1 (2005)           |
| Esporte Clube Mamoré                         | Patos de Minas        | Não Participou | Bernardo Rubinger de Queiroz                           | 10.252         | 2 (último em 2009) |
| North Esporte Clube                          | Montes Claros         | Estreante      | José Maria de Melo                                     | 5.000          | 0 (não possui)     |
| Nacional Futebol Clube                       | Uberaba               | Não Participou | Uberabão                                               | 10.000         | 4 (último em 2013) |
| Novo Esporte Clube Ipatinga                  | Ipatinga              | Não Participou | Ipatingão                                              | 10.000         | 0 (não possui)     |
| Associação Esportiva Paracatu                | Paracatu              | Estreante      | Frei Norberto                                          | 12.000         | 0 (não possui)     |
| Passos Futebol Clube                         | Passos                | Não Participou | Carlos Costa Monteiro (Guaxupé)                        | 3.000          | 1 (em 1998)        |
| Poços de Caldas Futebol Clube                | Poços de Caldas       | 5º             | Ronaldão                                               | 7.600          | 0 (não possui)     |
| Santarritense Futebol Clube                  | Santa Rita do Sapucaí | 6º             | Coronel Erasmo Cabral                                  | 2.000          | 0 (não possui)     |
| Clube Atlético Serranense                    | Nova Serrana          | 12º (II)       | Arena do Calçado Saborella                             | 10.000         | 0 (não possui)     |
| Esporte Clube Villa Real                     | Juiz de Fora          | Estreante      | Radialista Mário Helênio                               | 31.863         | 0 (não possui)     |
| Valeriodoce Esporte Clube                    | Itabira               | Não Participou | Israel Pinheiro                                        | 8.000          | 1 (em 1964)        |

## Fase de Grupos
Atualizado em 17 de setembro de 2022.